# Hotel zur Post (Wuppertal)
Das Hotel zur Post ist der historische Name eines Hotels in der Poststraße 4 im Stadtteil Elberfeld von Wuppertal.

## Geschichte

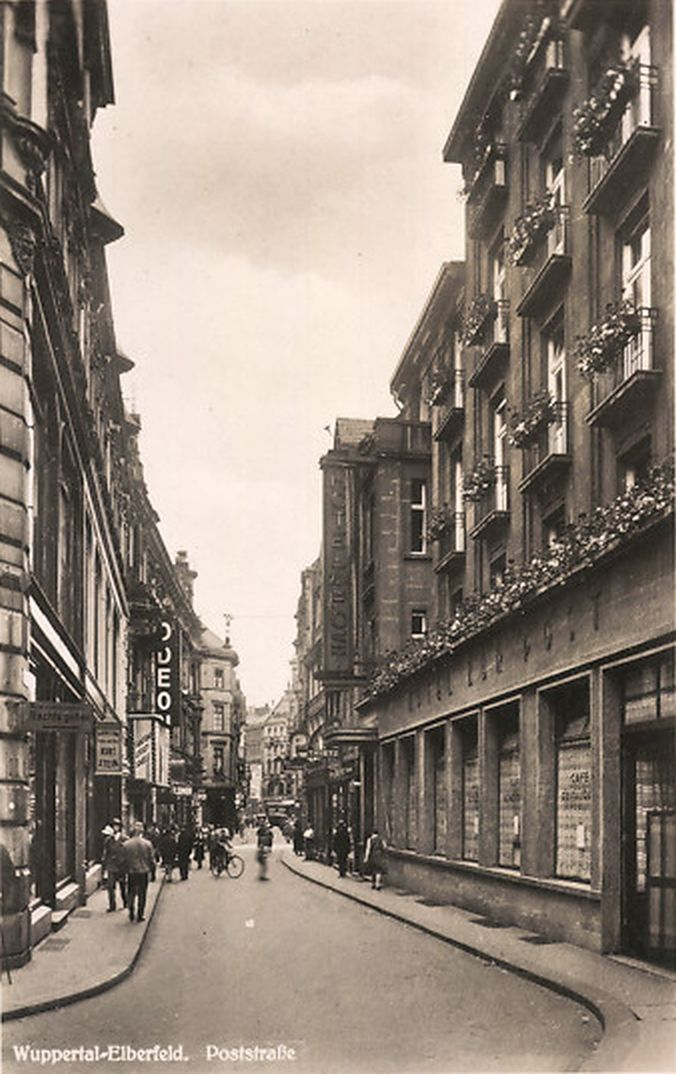
Hotel zur Post, 1937

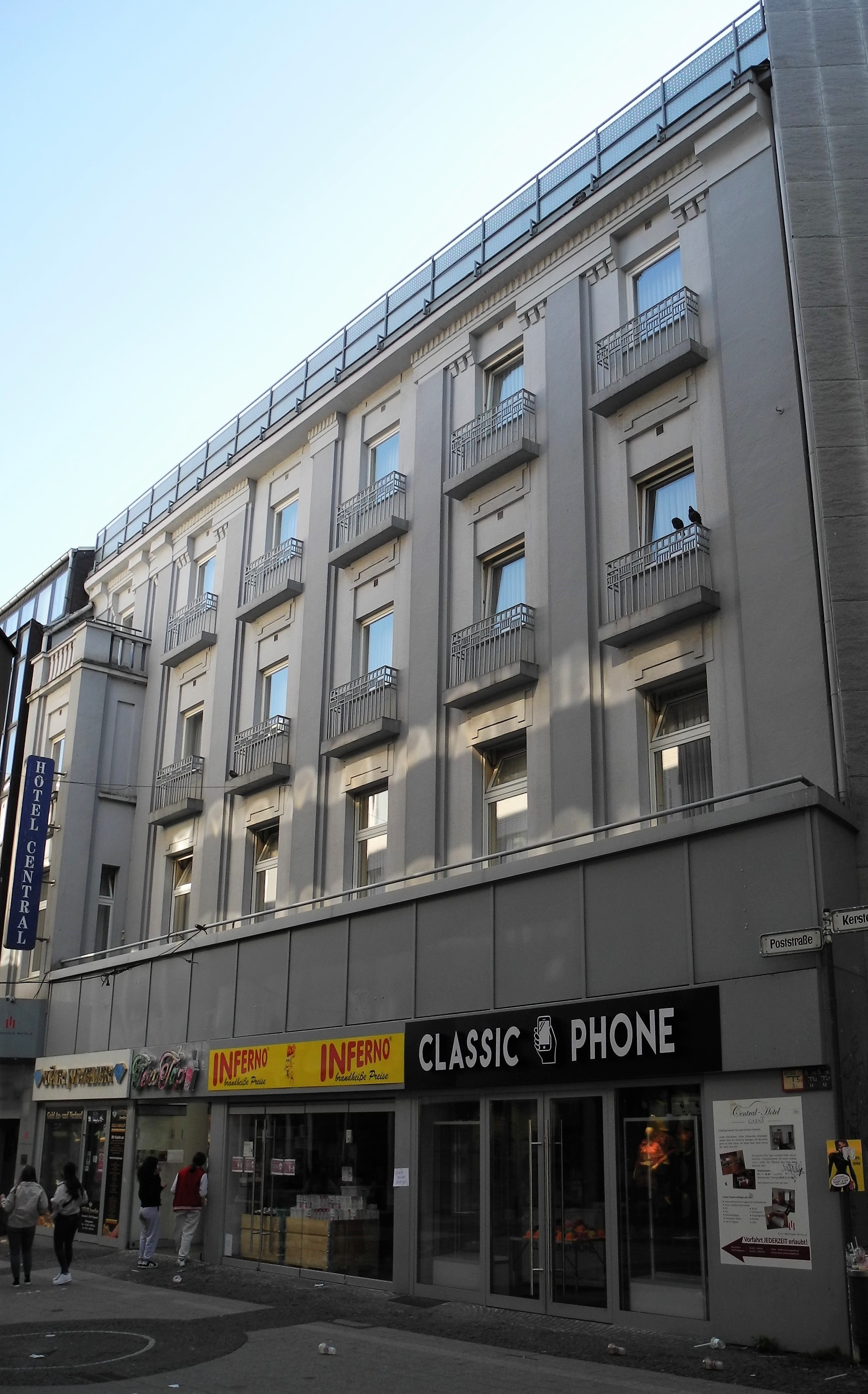
Hotel Central, ehemals Hotel zur Post, 2021

Die erste Elberfelder Station der Kaiserlichen Reichspost bestand hier zwischen 1744 und 1758 sowie erneut von 1824 bis 1868 und war namensgebend für die Poststraße. Darauf wurde in dem ehemaligen Postamt die Wirtschaft Zur alten Post betrieben. Der Schriftsteller und Dichter Victor Friedrich Storck (1877–1969) erinnerte sich an das Gasthaus, in dessen Räumen „stets eine wohltuende, manchmal auch durch die Gaben edlen Weines beschwingte Atmosphäre“ herrschte. Die Wirtschaft wurde 1890 abgebrochen.
Das Hotel zur Post besteht seit etwa 1912. Mitte der 1920er Jahre war das Hotel zur Post unter Besitzer Josef Ahn mit 54 Zimmern eine der größten Herbergen Elberfelds – nach den führenden Hotels Kaiserhof und Europäischer Hof am Bahnhof Elberfeld-Döppersberg. Elberfeld verfügte zu dieser Zeit über 17 Hotels und Gasthöfe sowie drei christlich geführte Hospize. Zum Hotel zur Post gehörte neben einem Frühstücksraum auch ein Restaurant. Das Hotel warb 1925 mit fließendem kalten und warmen Wasser auf allen Zimmern, einer eigenen Konditorei, warmen und kalten Speisen zu jeder Tageszeit und „täglichen, erstklassigen Konzerten“.
In der Poststraße lagen auf dem sogenannten „Teppich“ die „Verkehrslokale“ vieler Nationalsozialisten und der paramilitärischen Kampforganisation der NSDAP, der Sturmabteilung (SA). Der SA-Gruppenführer Prinz August Wilhelm von Preußen traf sich am 16. September 1933 im Hotel zur Post mit „Alten Kämpfern“ der SA wie Polizeipräsident Willi Veller und Alfred Hilgers, Kommandant des KZ Kemna.
Der Luftangriff auf Elberfeld 1943 löste in dem Hotel einen Brand aus. Das Hotel beherbergte nach dem Krieg zeitweise eine Erstversorgung für Geflüchtete.
Das Hotel veränderte sich im Laufe der Jahre immer wieder. Es war streckenweise als Hotel Central der Best-Western-Kette zugehörig und firmierte zwischenzeitlich auch als Domotel City Central. Heute ist es Teil der Hotelgruppe CPH-Hotels Deutschland unter dem Namen Central Hotel Wuppertal.